# Ach Gott, vom Himmel sieh darein
Ach Gott, vom Himmel sieh darein (in tedesco, "Oh Dio, guarda giù dal cielo") BWV 2 è una cantata di Johann Sebastian Bach.

## Storia
La cantata Ach Gott, vom Himmel sieh darein venne composta da Bach a Lipsia nel 1724 e fu eseguita per la prima volta il 18 giugno dello stesso anno in occasione della seconda domenica dopo la Trinità. Il libretto è di Martin Lutero per il primo e l'ultimo movimento e di autore sconosciuto per i rimanenti.
Il tema musicale deriva dal corale Ach Gott, vom Himmel sieh darein, di compositore sconosciuto, che a sua volta si basa sulla canzone profana Begierlich in dem Herzen mein del 1410.

## Struttura
La cantata è scritta per contralto solista, tenore solista, basso solista, coro, violino I e II, oboe I e II, viola, trombone I, II, III e IV e basso continuo ed è suddivisa in sei movimenti:
1. Coro: Ach Gott, vom Himmel sieh darein, per tutti.
2. Recitativo: Sie lehren eitel falsche List, per tenore e continuo.
3. Aria: Tilg, o Gott, die Lehren, per contralto, violino e continuo.
4. Recitativo: Die Armen sind verstört, per basso, archi e continuo.
5. Aria: Durchs Feuer wird das Silber rein, per tenore, oboi, archi e continuo.
6. Corale: Das wollst du, Gott, bewahren rein, per tutti.